# Bomberman Legends
Bomberman Legends, también conocido como Jaguar Bomberman, es un videojuego de acción y laberintos que no ha sido lanzado, desarrollado por Genetic Fantasia y planeado para ser distribuido por Atari para la Atari Jaguar. Este juego iba a contar con modos dedicados de un jugador y multijugador, con capacidad de hasta ocho jugadores utilizando dos adaptadores Team Tap.
La idea de crear un título de Bomberman para la Jaguar fue presentada por primera vez por Genetic Fantasia, una compañía de desarrollo formada por Mike Mika, a Atari Corp. durante una reunión detrás de cámaras en Las Vegas en 1994, con el equipo estudiando a Super Bomberman 2 para poder replicar sus mecánicas.
Aunque Atari haya adquirido la licencia de Bomberman de parte de Hudson Soft entre 1994 y 1995, el proyecto sería descontinuado por Atari en 1996 junto a otros proyectos futuros para la plataforma como Black ICE\White Noise y Thea Realm Fighters, debido a que Atari planeaba dejar de mantener a la Jaguar antes de fusionarse con JT Storage en una adquisición inversa en abril de ese mismo año. Bomberman Legends nunca fue presentado ni mencionado en revistas u otras publicaciones de aquel entonces mientras el título aún se encontraba en desarrollo, hasta que su existencia fue revelada durante una sesión en línea de preguntas y respuestas organizada por Next Generation en abril de 1998. El juego también fue considerado perdido antes de que el código fuente fuese recuperado en los últimos años por dos de los programadores originales del título.

## Jugabilidad
Bomberman Legends es un videojuego de acción y laberintos con jugabilidad similar a otros juegos de la franquicia Bomberman. Este juego habría tenido dos modos de juego. Uno habría sido un modo historia de un jugador, que tomaría elementos de títulos de la serie que fueron lanzados en aquel entonces como Super Bomberman y Bomberman '93, con planes para presentar un argumento extenso y cinemáticas. Otro, un modo multijugador que admitiría hasta ocho jugadores utilizando dos Team Tap en la consola. Antes de comenzar una partida multijugador, los jugadores habrían tenido la oportunidad de personalizar a sus personajes con potenciadores.

## Desarrollo
De acuerdo a Mike Mika, uno de los programadores originales del proyecto, sus colegas y él aún se encontraban en la universidad en plenos estudios pero tenían aspiraciones para entrar en la industria de los videojuegos. En 1994, el grupo viajó a Las Vegas y formó una compañía de desarrollo de juegos para discutir con múltiples fabricantes de consolas en la SCES '94 y obtener un kit de desarrollo para empezar a trabajar en títulos para los sistemas vigentes en el mercado del momento, como la NES. El equipo se acercó a Atari Corp. y dialogó con Jeff Minter, conocido por su trabajo en Tempest 2000 en la Jaguar, quien le recomendó al equipo hablar con el representante de Atari Corp. Normen Kowalewski, que a su vez los invitó a una reunión detrás de cámaras en un hotel. Cuando el grupo llegó al lugar, Atari tenía un kit de desarrollo de Jaguar junto con un prototipo del accesorio Atari Jaguar CD con fines de muestra a desarrolladores terceros. Interesados en adquirir un kit de desarrollo para el sistema, el equipo habló con los representantes de la compañía respecto al tema y llegaron a un acuerdo, recibiendo varios kits de hardware para programar juegos para el sistema.
Durante una sesión de lluvia de ideas, el equipo originalmente tuvo planes para crear un proyecto que era una burla del argumento de damisela en apuros encontrado en varios títulos de la época, pero la idea fue descartada más tarde dado el poco interés de los editores. Sin embargo, más tarde se decidieron en crear un título de Bomberman como su «juego soñado», y el mismo Mike contactó a Hudson Soft en línea con respecto a desarrollar un título de la serie para la Jaguar. Discutió con un empleado de la compañía llamado Bill Rich y le dijo que Atari estaba interesado en adquirir los derechos de la serie, con el último acordando hacer esto luego de hablar con Hudson, y el equipo comenzó el desarrollo de Bomberman Legends entre fines de 1994 y comienzos de 1995. El equipo de desarrollo tuvo cuidado al hacer al título lo más fiel posible a la serie, observando a Super Bomberman 2 en la SNES como el estándar, mientras le mandaban notas a Hudson con respecto a cómo abordaban su desarrollo.
En medio del desarrollo, Mike y su equipo recibieron una llamada telefónica del vicepresidente de aquel entonces de Atari Corp. en desarrollo tercerizado Bill Rehbock, quien les preguntó si podían remover cualquier referencia a Bomberman del juego debido a problemas monetarios que Atari estaba teniendo durante este período y volverlo una propiedad intelectual original en su lugar. Unos días después, el equipo recibió otra llamada de Bill diciendo que Atari se estaba preparando para dejar de mantener a la Jaguar, y que había cancelado los próximos proyectos para el sistema, incluyendo Bomberman Legends. Posteriormente, Atari se fusionó con JT Storage en una adquisición inversa en abril de 1996. Antes de su descontinuación, el equipo había terminado el modo multijugador, mientras que el modo de un jugador recién había empezado el desarrollo. Nunca fue promocionado ni mencionado en ninguna publicación durante su desarrollo.

### Estreno
La existencia de Bomberman Legends fue insinuada por primera vez por la revista Ultra Game Players a través de su sitio web, hasta que fue confirmado oficialmente al público en una sesión en línea de preguntas y respuestas organizada por la revista Next Generation el 2 de abril de 1998, revelando que uno de sus miembros de aquel entonces Mike Mika, quien empezó a escribir para la revista a comienzos de marzo de 1998, había trabajado previamente en el juego que jamás había sido lanzado, y una de las razones por las que el proyecto fue cancelado por Atari. Durante otra sesión de preguntas y respuestas de Next Generation el 24 de julio del mismo año, se reveló que el desarrollador del proyecto fue Genetic Fantasia, y que la compañía tenía sede en Michigan. El juego fue mencionado brevemente en un número de la revista GameFan de octubre de 2000 en un artículo escrito por Eric C. Mylonas en la sección «El Cementerio», donde Eric le sugirió a Songbird Productions que distribuyera el título.

### Redescubrimiento
El 25 de mayo de 2014, el código fuente de Bomberman Legends que originalmente se creía perdido fue encontrado en un CD-ROM y preservado por Mike y su hermano Jeremy, quien fue uno de los programadores en jefe del título, junto a un miembro de la comunidad de la Jaguar. Más información acerca del proyecto fue revelada en publicaciones de Twitter escritas por Mike, incluyendo ilustraciones de producción y sprites de personajes del juego que fueron mostrados al público en 2016 y en 2021 respectivamente.